# Різжак плямистий
Різжа́к плямистий (Campylorhynchus jocosus) — вид горобцеподібних птахів родини воловоочкових (Troglodytidae). Ендемік Мексики.

## Опис

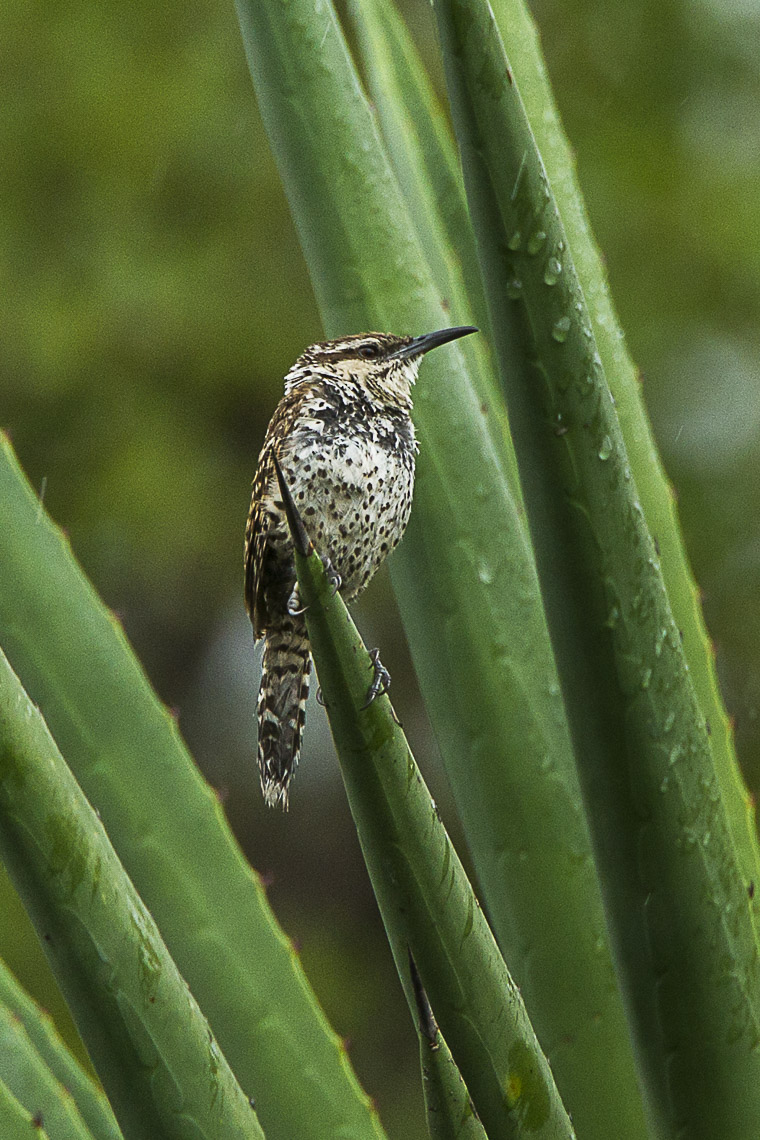
Плямистий різжак

Довжина птаха становить 17 см, вага 23,8-29,8 г. Тім'я шоколадно-коричневе, потилиця рудувата, плечі чорнуваті, поцятковані білими смужками. Спина рудувато-коричнева, поцяткована чорними і білими плямами, надхвістя тьмяно-рудувато-коричневе. Крила чорнувато-коричневі, поцятковані блідо-рудими смугами. Стернові пера сірувато-коричневі, поцятковані тьмяно-чорнувато-коричневими смугами, крайні стернові пера мають білі кінчики. Над очима білі "брови", через очі ідуть тьмяно-чорні смуги, скроні сірувато-коричневі. Підборіддя і горло білі, решта нижньої частини тіла білувата, поцяткована помітними чорними плямами, боки охристі, смуги на них менш виражені. Очі червонувато-карі, дзьоб чорнуватий, знизу біля основи блідо-сизувато-сірий, лапи сірі. У самиць плями на нижній частині тіла менші, ніж у самців. У молодих птахів плями на верхній частині тіла менш чіткі, горло плямисте, нижня частина тіла сірувата, плями на ній більш тьмяні і менш чіткі.

## Поширення і екологія
Плямисті різжаки мешкають на півдні Мексиканського нагір'я, в штатах Пуебла, Морелос, Герреро і Оахака. Вони живуть в сухих тропічних лісах, зокрема в дубово-сонових лісах, в дубових, чагарникових і кактусових заростях. Зустрічаються переважно на висоті від 800 до 2500 м над рівнем моря, місцями на висоті до 600 м над рівнем моря. Живляться комахами і насінням кактусів яких шукають від землі до крон дерев і верзхівок кактусів, однак рідко на самій землі. Гніздяться в квітня по липень. Гніздо куполоподібне з бічним входом, в кладці 3-4 яйця.